# Vòng loại Giải vô địch bóng đá thế giới 2022 – Khu vực châu Âu (Bảng B)
Bảng B là 1 trong 10 bảng đấu tại vòng loại World Cup khu vực châu Âu, đóng vai trò xác định những đội giành quyền dự vòng chung kết World Cup 2022 ở Qatar. Bảng B gồm có 5 đội: Tây Ban Nha, Thụy Điển, Hy Lạp, Gruzia và Kosovo. Các đội sẽ thi đấu vòng tròn 2 lượt sân nhà - sân khách.
Đội nhất bảng sẽ giành vé trực tiếp đến World Cup 2022, trong khi đội nhì bảng sẽ giành quyền dự vòng 2 (play-offs).

## Bảng xếp hạng
| VT | Đội         | ST | T | H | B | BT | BB | HS  | Đ  | Giành quyền tham dự |     | Tây Ban Nha | Thụy Điển | Hy Lạp | Gruzia | Kosovo |
| -- | ----------- | -- | - | - | - | -- | -- | --- | -- | ------------------- | --- | ----------- | --------- | ------ | ------ | ------ |
| 1  | Tây Ban Nha | 8  | 6 | 1 | 1 | 15 | 5  | +10 | 19 | FIFA World Cup 2022 |     |             | 1–0       | 1–1    | 4–0    | 3–1    |
| 2  | Thụy Điển   | 8  | 5 | 0 | 3 | 12 | 6  | +6  | 15 | Vòng 2              |     | 2–1         |           | 2–0    | 1–0    | 3–0    |
| 3  | Hy Lạp      | 8  | 2 | 4 | 2 | 8  | 8  | 0   | 10 |                     |     | 0–1         | 2–1       |        | 1–1    | 1–1    |
| 4  | Gruzia      | 8  | 2 | 1 | 5 | 6  | 12 | −6  | 7  |                     | 1–2 | 2–0         | 0–2       |        | 0–1    |        |
| 5  | Kosovo      | 8  | 1 | 2 | 5 | 5  | 15 | −10 | 5  |                     | 0–2 | 0–3         | 1–1       | 1–2    |        |        |

## Các trận đấu
Lịch thi đấu được công bố bởi UEFA vào ngày 8 tháng 12 năm 2020, một ngày sau khi bốc thăm. Giờ hiển thị là giờ châu Âu/giờ mùa hè châu Âu, được liệt kê bởi UEFA (giờ địa phương, nếu có sự khác biệt, sẽ được hiển thị trong ngoặc đơn).
| Tây Ban Nha  | 1–1                         | Hy Lạp                  |
| ------------ | --------------------------- | ----------------------- |
| - Morata 33' | Report (FIFA) Report (UEFA) | - Bakasetas 57' (ph.đ.) |

| Thụy Điển      | 1–0                         | Gruzia |
| -------------- | --------------------------- | ------ |
| - Claesson 35' | Report (FIFA) Report (UEFA) |        |

| Gruzia              | 1–2                         | Tây Ban Nha               |
| ------------------- | --------------------------- | ------------------------- |
| - Kvaratskhelia 44' | Report (FIFA) Report (UEFA) | - Torres 56' - Olmo 90+2' |

| Kosovo | 0–3                         | Thụy Điển                                           |
| ------ | --------------------------- | --------------------------------------------------- |
|        | Report (FIFA) Report (UEFA) | - Augustinsson 12' - Isak 35' - Larsson 70' (ph.đ.) |

| Hy Lạp                 | 1–1                         | Gruzia              |
| ---------------------- | --------------------------- | ------------------- |
| - Kakabadze 76' (l.n.) | Report (FIFA) Report (UEFA) | - Kvaratskhelia 78' |

| Tây Ban Nha                          | 3–1                         | Kosovo       |
| ------------------------------------ | --------------------------- | ------------ |
| - Olmo 34' - Torres 36' - Moreno 75' | Report (FIFA) Report (UEFA) | - Halimi 70' |

| Gruzia | 0–1                         | Kosovo       |
| ------ | --------------------------- | ------------ |
|        | Report (FIFA) Report (UEFA) | - Muriqi 18' |

| Thụy Điển                | 2–1                         | Tây Ban Nha |
| ------------------------ | --------------------------- | ----------- |
| - Isak 6' - Claesson 57' | Report (FIFA) Report (UEFA) | - Soler 5'  |

| Kosovo         | 1–1                         | Hy Lạp           |
| -------------- | --------------------------- | ---------------- |
| - Muriqi 90+2' | Report (FIFA) Report (UEFA) | - Douvikas 45+1' |

| Tây Ban Nha                                       | 4–0                         | Gruzia |
| ------------------------------------------------- | --------------------------- | ------ |
| - Gayà 14' - Soler 25' - Torres 41' - Sarabia 63' | Report (FIFA) Report (UEFA) |        |

| Hy Lạp                         | 2–1                         | Thụy Điển     |
| ------------------------------ | --------------------------- | ------------- |
| - Bakasetas 62' - Pavlidis 78' | Report (FIFA) Report (UEFA) | - Quaison 80' |

| Kosovo | 0–2                         | Tây Ban Nha                |
| ------ | --------------------------- | -------------------------- |
|        | Report (FIFA) Report (UEFA) | - Fornals 32' - Torres 90' |

| Gruzia | 0–2                         | Hy Lạp                                 |
| ------ | --------------------------- | -------------------------------------- |
|        | Report (FIFA) Report (UEFA) | - Bakasetas 90' (ph.đ.) - Pelkas 90+5' |

| Thụy Điển                                       | 3–0                         | Kosovo |
| ----------------------------------------------- | --------------------------- | ------ |
| - Forsberg 29' (ph.đ.) - Isak 62' - Quaison 79' | Report (FIFA) Report (UEFA) |        |

| Kosovo               | 1–2                         | Gruzia                               |
| -------------------- | --------------------------- | ------------------------------------ |
| - Muriqi 45' (ph.đ.) | Report (FIFA) Report (UEFA) | - Okriashvili 11' - Davitashvili 82' |

| Thụy Điển                         | 2–0                         | Hy Lạp |
| --------------------------------- | --------------------------- | ------ |
| - Forsberg 59' (ph.đ.) - Isak 69' | Report (FIFA) Report (UEFA) |        |

| Gruzia                   | 2–0                         | Thụy Điển |
| ------------------------ | --------------------------- | --------- |
| - Kvaratskhelia 61', 77' | Report (FIFA) Report (UEFA) |           |

| Hy Lạp | 0–1                         | Tây Ban Nha           |
| ------ | --------------------------- | --------------------- |
|        | Report (FIFA) Report (UEFA) | - Sarabia 26' (ph.đ.) |

| Hy Lạp         | 1–1                         | Kosovo         |
| -------------- | --------------------------- | -------------- |
| - Masouras 44' | Report (FIFA) Report (UEFA) | - Rrahmani 76' |

| Tây Ban Nha  | 1–0                         | Thụy Điển |
| ------------ | --------------------------- | --------- |
| - Morata 86' | Report (FIFA) Report (UEFA) |           |

## Danh sách cầu thủ ghi bàn
Đã có 46 bàn thắng ghi được trong 20 trận đấu, trung bình 2.3 bàn thắng mỗi trận đấu.
4 bàn thắng
- Khvicha Kvaratskhelia
- Ferran Torres
- Alexander Isak

3 bàn thắng
- Anastasios Bakasetas
- Vedat Muriqi

2 bàn thắng
- Álvaro Morata
- Dani Olmo
- Pablo Sarabia
- Carlos Soler
- Viktor Claesson
- Emil Forsberg
- Robin Quaison

1 bàn thắng
- Zuriko Davitashvili
- Tornike Okriashvili
- Anastasios Douvikas
- Giorgos Masouras
- Vangelis Pavlidis
- Dimitris Pelkas
- Besar Halimi
- Amir Rrahmani
- Pablo Fornals
- José Gayà
- Gerard Moreno
- Ludwig Augustinsson
- Sebastian Larsson

1 bàn phản lưới nhà
- Otar Kakabadze (trong trận gặp Hy Lạp)

## Án treo giò
Một cầu thủ sẽ bị treo giò ở trận đấu tiếp theo nếu phạm các lỗi sau đây:
- Nhận thẻ đỏ (Án phạt vì thẻ đỏ có thể được tăng lên nếu phạm lỗi nghiêm trọng)
- Nhận 2 thẻ vàng ở 2 trận đấu khác nhau (Án phạt vì thẻ vàng được áp dụng đến vòng play-offs, nhưng không áp dụng ở vòng chung kết hay những trận đấu quốc tế khác trong tương lai)

| Đội tuyển | Cầu thủ               | Thẻ phạt                                                                | Vắng mặt ở trận tiếp theo                                    |
| --------- | --------------------- | ----------------------------------------------------------------------- | ------------------------------------------------------------ |
| Gruzia    | Giorgi Aburjania      | v Hy Lạp (31 tháng 3 năm 2021) · v Hy Lạp (9 tháng 10 năm 2021)         | v Kosovo (12 tháng 10 năm 2021)                              |
| Gruzia    | Grigol Chabradze      | v Kosovo (2 tháng 9 năm 2021) · v Tây Ban Nha (5 tháng 9 năm 2021)      | v Hy Lạp (9 tháng 10 năm 2021)                               |
| Gruzia    | Lasha Dvali           | v Thụy Điển (25 tháng 3 năm 2021) · v Kosovo (12 tháng 10 năm 2021)     | v Thụy Điển (11 tháng 11 năm 2021)                           |
| Gruzia    | Guram Giorbelidze     | v Hy Lạp (9 tháng 10 năm 2021) · v Kosovo (12 tháng 10 năm 2021)        | v Thụy Điển (11 tháng 11 năm 2021)                           |
| Gruzia    | Jaba Kankava          | v Hy Lạp (31 tháng 3 năm 2021) · v Hy Lạp (9 tháng 10 năm 2021)         | v Kosovo (12 tháng 10 năm 2021)                              |
| Gruzia    | Guram Kashia          | v Kosovo (2 tháng 9 năm 2021) · v Tây Ban Nha (5 tháng 9 năm 2021)      | v Hy Lạp (9 tháng 10 năm 2021)                               |
| Gruzia    | Levan Shengelia       | v Tây Ban Nha (28 tháng 3 năm 2021)                                     | v Hy Lạp (31 tháng 3 năm 2021) v Kosovo (2 tháng 9 năm 2021) |
| Hy Lạp    | Anastasios Bakasetas  | v Gruzia (9 tháng 10 năm 2021) · v Thụy Điển (12 tháng 10 năm 2021)     | v Tây Ban Nha (11 tháng 11 năm 2021)                         |
| Hy Lạp    | Pantelis Chatzidiakos | v Slovenia ở UEFA Nations League 2020–21 (18 tháng 11 năm 2020)         | v Gruzia (25 tháng 3 năm 2021)                               |
| Hy Lạp    | Pantelis Chatzidiakos | v Thụy Điển (12 tháng 10 năm 2021)                                      | v Tây Ban Nha (11 tháng 11 năm 2021)                         |
| Hy Lạp    | Giorgos Giakoumakis   | v Tây Ban Nha (25 tháng 3 năm 2021) · v Gruzia (31 tháng 3 năm 2021)    | v Kosovo (5 tháng 9 năm 2021)                                |
| Hy Lạp    | Zeca                  | v Tây Ban Nha (25 tháng 3 năm 2021) · v Gruzia (31 tháng 3 năm 2021)    | v Kosovo (5 tháng 9 năm 2021)                                |
| Hy Lạp    | Georgios Tzavellas    | v Kosovo (5 tháng 9 năm 2021) · v Kosovo (9 tháng 10 năm 2021)          | v Hy Lạp (12 tháng 10 năm 2021)                              |
| Kosovo    | Bernard Berisha       | v Thụy Điển (28 tháng 3 năm 2021)                                       | v Tây Ban Nha (31 tháng 3 năm 2021)                          |
| Kosovo    | Ibrahim Drešević      | v Moldova ở UEFA Nations League 2020–21 (18 tháng 11 năm 2020)          | vv Thụy Điển (28 tháng 3 năm 2021)                           |
| Kosovo    | Ibrahim Drešević      | v Thụy Điển (9 tháng 10 năm 2021) · v Gruzia (12 tháng 10 năm 2021)     | v Hy Lạp (14 tháng 11 năm 2021)                              |
| Kosovo    | Florent Hadergjonaj   | v Thụy Điển (28 tháng 3 năm 2021) · v Thụy Điển (9 tháng 10 năm 2021)   | v Gruzia (12 tháng 10 năm 2021)                              |
| Kosovo    | Besar Halimi          | v Thụy Điển (28 tháng 3 năm 2021) · v Hy Lạp (5 tháng 9 năm 2021)       | v Tây Ban Nha (8 tháng 9 năm 2021)                           |
| Kosovo    | Lirim M. Kastrati     | v Gruzia (2 tháng 9 năm 2021) · v Hy Lạp (5 tháng 9 năm 2021)           | v Tây Ban Nha (8 tháng 9 năm 2021)                           |
| Kosovo    | Hekuran Kryeziu       | v Thụy Điển (28 tháng 3 năm 2021) · v Tây Ban Nha (31 tháng 3 năm 2021) | v Gruzia (2 tháng 9 năm 2021)                                |
| Thụy Điển | Marcus Danielson      | v Ukraina tại UEFA Euro 2020 (29 tháng 6 năm 2021)                      | v Tây Ban Nha (2 tháng 9 năm 2021)                           |
| Thụy Điển | Albin Ekdal           | v Kosovo (9 tháng 10 năm 2021) · v Hy Lạp (12 tháng 10 năm 2021)        | v Gruzia (11 tháng 11 năm 2021)                              |
| Thụy Điển | Dejan Kulusevski      | v Tây Ban Nha (2 tháng 9 năm 2021) · v Kosovo (9 tháng 10 năm 2021)     | v Hy Lạp (12 tháng 10 năm 2021)                              |